# Stary Grodków
Stary Grodków (deutsch Alt-Grottkau) ist ein Ort in der Landgemeinde Skoroszyce im Powiat Nyski der Woiwodschaft Opole in Polen.

## Geographie
Das Straßendorf Stary Grodków liegt sieben Kilometer nördlich von Skoroszyce (Friedewalde), 20 Kilometer nordöstlich von Nysa (Neisse) und 50 Kilometer westlich der Opole (Oppeln) in der Nizina Śląska (Schlesische Tiefebene). Durch den Ort verläuft die Droga wojewódzka 401. Der Bahnhof Stary Grodków liegt an der Bahnstrecke Nysa–Brzeg.
Nachbarorte von Stary Grodków sind im Norden Nowa Wieś Mała (Klein Neudorf), im Osten Kopice (Koppitz) sowie im Westen Żarów (Sorgau).

## Geschichte

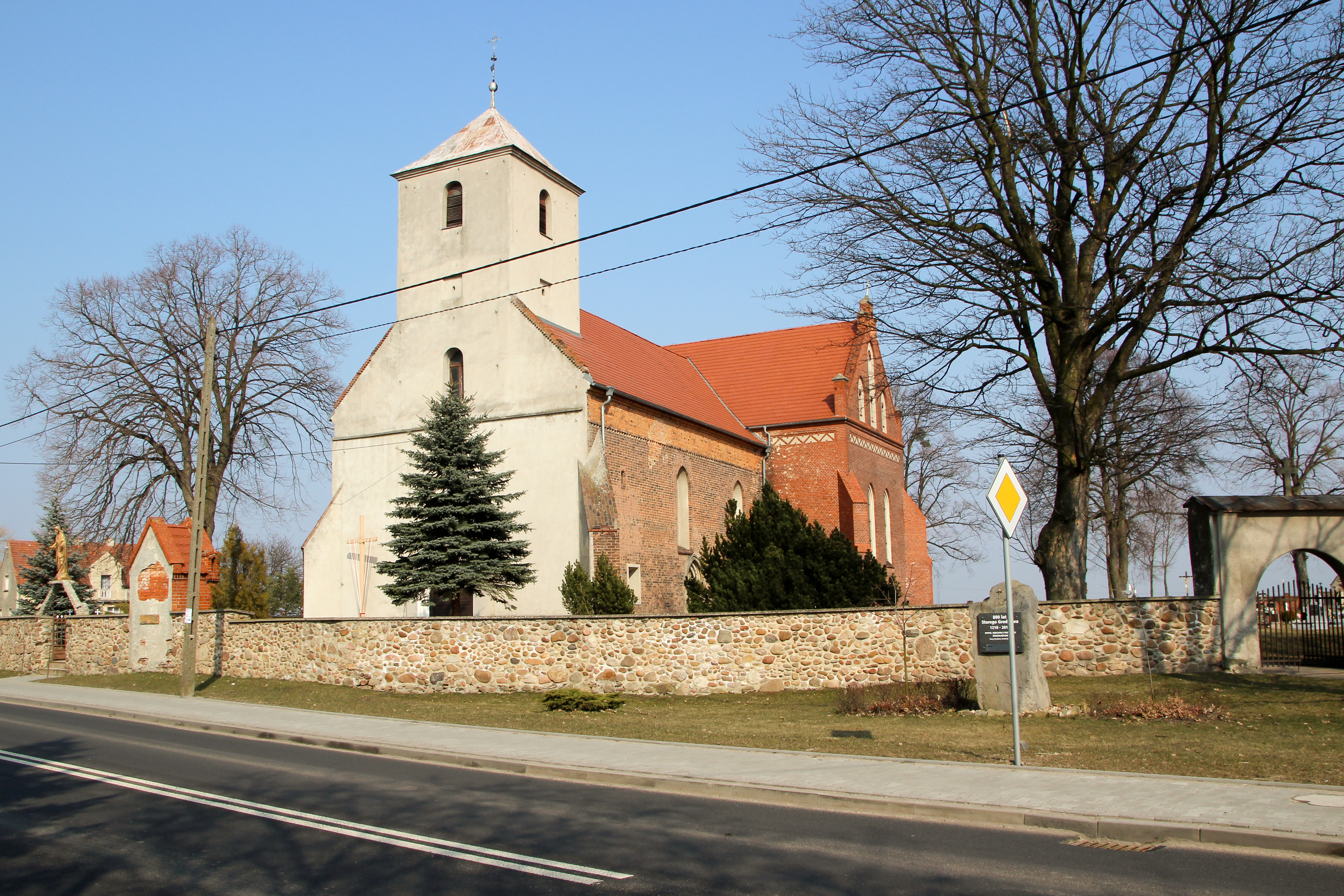
Dreifaltigkeitskirche

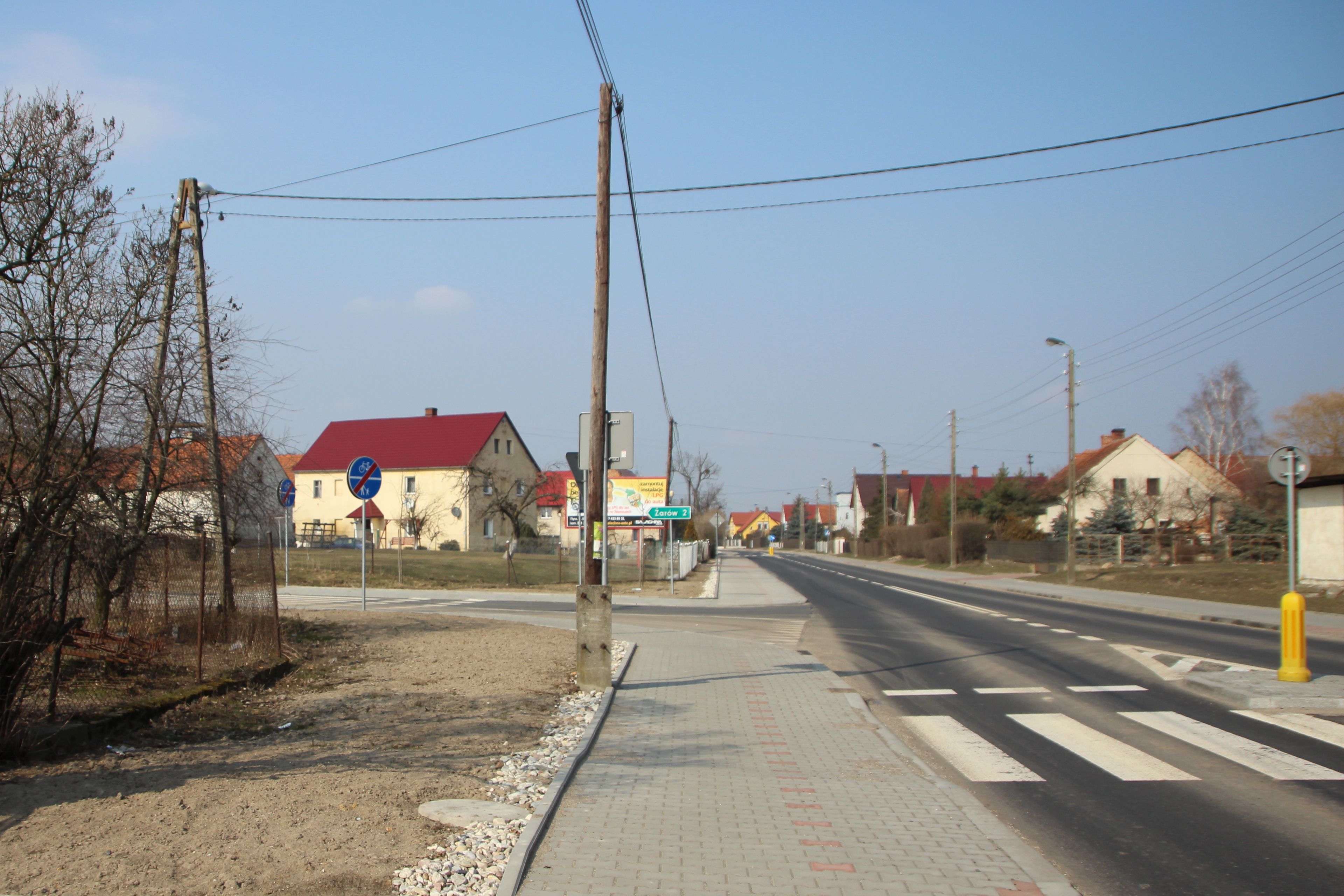
Dorfpartie

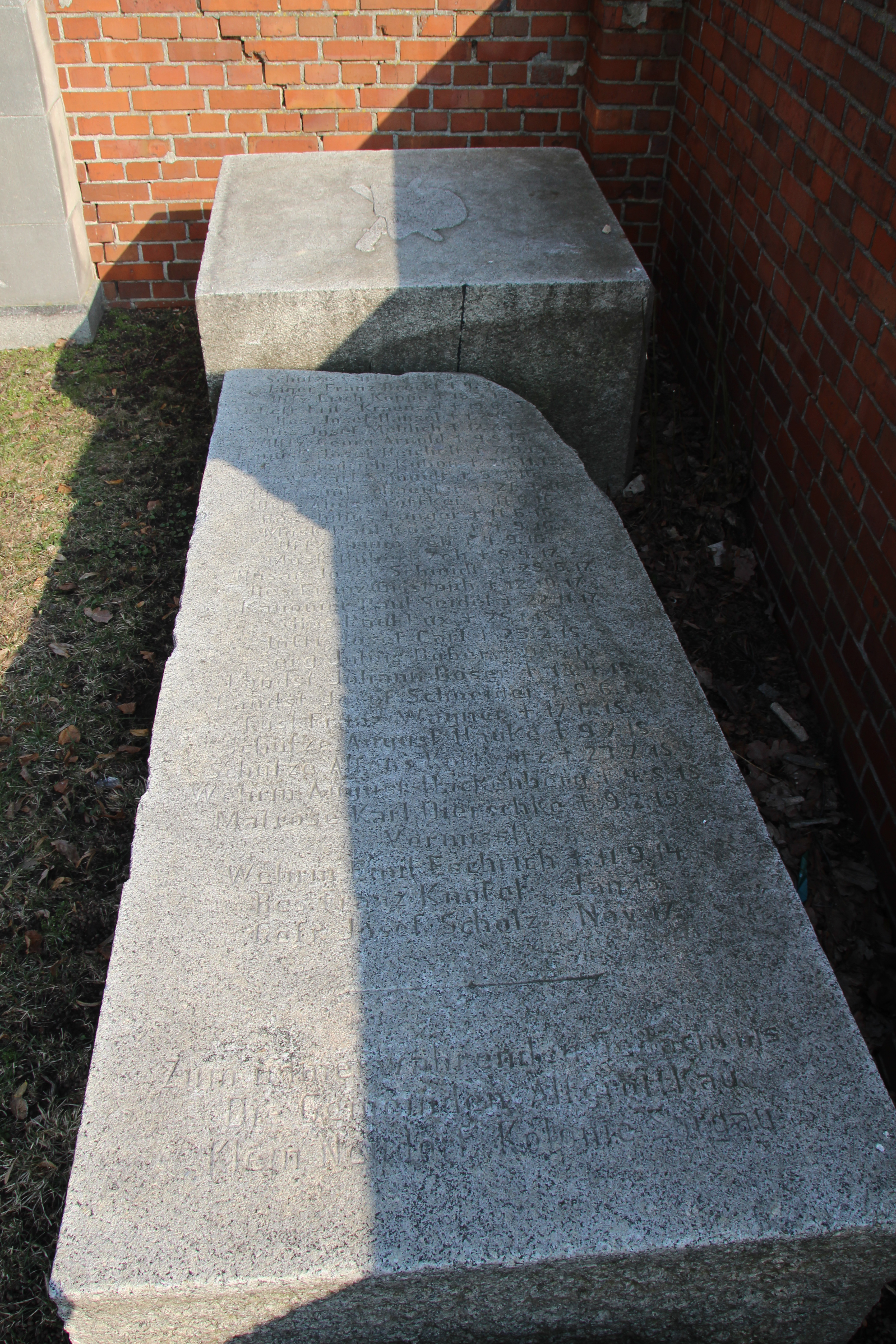
Gefallenendenkmal

„Villa Grodcovichi“ wurde im 12. Jahrhundert gegründet und erstmals im Jahre 1210 erwähnt. Das heutige Grodków wurde Mitte des 13. Jahrhunderts gegründet. Für das Jahr 1234 ist der Name Antiquum Grotcow belegt und 1296 als Grodovichi überliefert. 1369 erfolgte eine Erwähnung als Heinrichsdorf. Im 16. und 17. Jahrhundert gehörte Alt-Grottkau dem Adelsgeschlecht von Gellhorn.
Nach dem Ersten Schlesischen Krieg 1742 fiel Alt-Grottkau mit dem größten Teil Schlesiens an Preußen.
Nach der Neugliederung der Provinz Schlesien gehörte die Landgemeinde Alt-Grottkau ab 1816 zum Landkreis Grottkau, mit dem sie bis 1945 verbunden blieb. 1845 bestanden im Dorf ein Schloss, ein Vorwerk, eine katholische Pfarrkirche, eine Brauerei, eine Brennerei, ein Gasthaus, eine Schankwirtschaft, zwei Mühlen und 120 weitere Häuser, in denen 847 Einwohner lebten, davon 30 evangelisch. 1855 lag die Einwohnerzahl bei 961. 1865 bestanden im Ort eine Scholtisei, 15 Bauern, sechs Halbbauern, 42 Gärtner-, 22 Häusler- und acht Dominialstellen. Die zweiklassige katholische Schule wurde damals von 223 Schülern besucht. 1874 wurde der Amtsbezirk Alt-Grottkau gegründet, dem die Landgemeinden Alt Grottkau und Klein Neudorf und die Gutsbezirke Alt Grottkau und Klein Neudorf eingegliedert wurden. Erster Amtsvorsteher war der Rittergutsbesitzer und Leutnant Scupin in Klein Neudorf. 1885 zählte Alt-Grottkau 863 Einwohner. 1933 lebten in Alt-Grottkau 838 Einwohner, 1939 waren es 830 Einwohner.
Im Zweiten Weltkrieg wurde Alt Grottkau am 6. Februar 1945 von Roten Armee erobert. Kurz darauf wurde von Seiten der deutschen Wehrmacht versucht, das Dorf zurückzuerobern. Trotz hoher Verluste auf sowjetischer Seite konnte das Dorf nicht zurückerobert werden. Daraufhin fiel Alt-Grottkau 1945 wie der größte Teil Schlesiens unter polnische Verwaltung. Nachfolgend wurde es in Stary Grodków umbenannt und der Woiwodschaft Schlesien angeschlossen. Die deutsche Bevölkerung wurde, soweit sie nicht vorher geflohen war, weitgehend vertrieben.
1950 wurde Stary Grodków der Woiwodschaft Opole eingegliedert. Seit 1999 gehört es zum Powiat Nyski. 2011 lebten 453 Einwohner in Stary Grodków.

## Sehenswürdigkeiten
- Die römisch-katholische Dreifaltigkeitskirche (Kościół Trójcy Świętej) wurde 1271 erstmals erwähnt. Ende des 13. Jahrhunderts entstand ein steinerner gotischer Saalbau. Zwischen 1911 und 1912 wurde die Kirche ausgebaut und im Stil der Neugotik umgebaut. Der Kirchturm besaß ursprünglich eine barocke Haube, die bei Kriegsende 1945 zerstört wurde. Umgeben ist die Kirche von einer steinernen Mauer.[10] Das Kirchengebäude wurde 1966 unter Denkmalschutz gestellt.[11]
- Gedenkstein zur Erinnerung an die 800-Jahr-Feier
- Denkmal für die Gefallenen des Ersten Weltkriegs – nur teilweise erhalten
- Empfangsgebäude des Bahnhofs

## Vereine
- Fußballverein LZS Stary Grodków

## Persönlichkeiten
- Henry Kotowski (1944–2019), Musiker